# Träsktärnor
Träsktärnor (Chlidonias) är ett litet släkte med tärnor som häckar i kolonier i sötvattenträsk. 
De skiljer sig från tärnorna i släktet Sterna genom att ha kortare och bredare vingar och kort stjärt som är mindre kluven. I flykten är de lättare och har ett annat rörelseschema då de kastar sig från sida till sida istället för den mer bestämda rakare flygstil som karaktäriserar arterna i släktet Sterna. Utöver detta så sänker sig träsktärnorna ned mot vattenytan för att snappa efter insekter istället för att ryttla och störtdyka ned i vattnet.
Vanligtvis brukar man placera fyra arter inom släktet:
- Skäggtärna (Chlidonias hybrida)
- Vitvingad tärna (Chlidonias leucopterus)
- Maoritärna (Chlidonias albostriatus) – tidigare kategoriserad som Sterna albostriata
- Svarttärna (Chlidonias niger)

De båda arterna svartbukig tärna (Sterna acuticauda) och vitkindad tärna (Sterna repressa) placeras också inom släkte Chlidonias av vissa taxonomer. DNA-studier visar dock att de är en del av Sterna.